# 彼得罗巴甫尔
彼得羅巴甫爾（羅馬化：Petropavl），又按俄语名译为彼得羅巴甫洛夫斯克（羅馬化：Petropávlovsk），是哈薩克斯坦北哈薩克斯坦州的首府，位於該國北部伊希姆河滨。當地距離該國首都阿斯塔納約 428 公里，而距離鄰近的俄羅斯城市鄂木斯克則是約 278 公里。彼得羅巴甫爾於 1752 年由俄羅斯移民創立，名稱取自基督教使徒彼得與保羅。此地後來成為一個貿易中心，並在 1807 年獲授予城市地位，以及於 1936 年成為當時新成立的北哈薩克斯坦州之首府。城市 2019 年人口約 22 萬，其中俄羅斯族佔 60%，哈薩克族佔 30%。